# 古手梨花
古手 梨花（ふるで りか）は、『ひぐらしのなく頃に』に登場する架空の人物である（声：田村ゆかり、青木志貴（ひぐらしのなく頃に奉〈雛見沢停留所〉） / 演：あいか（映画版）、本間日陽（テレビドラマ版）、青木志貴（舞台「雛見沢停留所」））。

## 概要
暇潰し編のヒロインにして皆殺し編、祭囃し編中盤からの主人公であり、コンシューマー版の最終章澪尽し編の主人公その1。

## 人物
圭一の下級生で、沙都子と同学年。古手神社の一人娘で、雛見沢村御三家・古手家の最後の一人。毎年6月に行われる「綿流し」では巫女役を務める。「オヤシロさま」の生まれ変わりだと言われており、冷静さと神秘性を兼ね備えた少女で、村中の人間から可愛がられたり崇められている。「梨花ちゃま」と呼ばれることもある。また、友人や御三家の人間を呼ぶときは名前を呼び捨てにし、その他の人間に対しては名字を呼び捨てにしている。髪の毛は藤色で、切りそろえられた前髪と、腰丈のロングヘアーが特徴。年齢は小学6年生程度（昭和53年が舞台の暇潰し編の描写では、既に小学校に入学している様子。そのため昭和58年では6年生と推定）。誕生日は8月21日。
年少ながら家事全般が得意で、特に料理のレパートリーは豊富。ちなみに、小柄で背が低いことと胸が無いことを、密かに気にしている。そのため部活メンバーの中では一番の巨乳である魅音に少々嫉妬をすることもある。
趣味として、沙都子には隠れてワイン（Bernkastel産）を飲んでいる（『祭』『絆』では未成年の飲酒に問題があるとして「ブドウジュース」になっている）。

### 性格
子猫のような愛くるしさで周囲をいつも和ませているが、その振る舞いはなかなか狡猾で、猫というよりは狸。人の不幸や失敗が大好きで、そんな人を見つけては頭を撫でて慰めてあげることに無上の喜びを感じている。一人称が「ボク」であり、口数は少ないが「 - なのです」「みぃ」「にぱ〜☆」などの口癖を持ち、不思議な存在感を醸し出している。
普段の可愛い性格の梨花は「その世界の古手梨花」として年相応を意識しているときの性格であり、その時の一人称や「 - なのです」といった口調は、彼女に色々教えていた羽入の真似である。そして、時折現れる「黒梨花（作者談）」と呼ばれる大人びた性格が「100年の魔女」である彼女の本来の性格である。その意味では、長い時間を経て精神だけの存在として「各世界の古手梨花」から独立化したと言っても過言ではない。
「100年の魔女」として非情な言葉を発することがあり、このときの一人称は「私」。本来は心優しく仲間思いの性格。沙都子とは本当に親友だと思っており、北条家という理由だけで村から迫害されていることに胸を痛めている。また、自分が死ぬことを「運命」として受け入れきっている節があり、自分が死ぬ結末を回避するために他の人間たちの辿る道程を操作し干渉させて自身の運命を覆そうと試行錯誤するも、そのたびの世界の流れに身を任せて一喜一憂するばかりで「自分自身が辿る道を、自分自身で捻じ曲げる」という観点が欠落してしまっており、本質的に梨花自身が一番「惨劇は回避できる」という希望を信じていないことを羽入によって指摘されている（澪尽し編）。実際に仲間として慕っている部活メンバーを過小評価してしまう場面も多い。彼女の名台詞である「もう、決まっていることなのです……」という言葉も、取り返しのつかない惨劇へのフラグが立ってしまった時に多く見られ、度重なる失敗で心が擦り切れて「精神の死」が近い彼女の深い諦観の心象が垣間見える。また、表の人格で誤解されがちだが、年相応の女の子らしい感情もあり、祭囃し編で赤坂を自分の家で寝泊りしてもらう発言を羽入がした時、顔を赤らめながらそれを拒む場面もある。ちなみに沙都子や羽入をからかったりすることが好きで、「古手梨花」として沙都子をからかう時はほとんど故意でやっている。ただし、羽入や沙都子に依存している節もある。ループする前の最初の梨花は、沙都子と同じように悪戯好きで明るい性格だった。斜に構えた性格になったのは、ループから抜け出せないことや自分ではどうしようもないなどといった諦めが原因である。

### 家族構成
両親は共に他界しており、神社の集会所の裏手にある倉庫小屋にて親友の沙都子と二人暮らしをしている。両親が存命のころに使っていた家は残っているが、過去を思い出すという理由でめったに帰ることがない。外出先でも、沙都子と一緒にいることが多い。
両親は連続怪死事件の3年目の被害者。出題編にて、梨花の父は入江診療所で急死したと病院関係者の関与が暗示されているが、実際には唯一鷹野の「山狗」により行われた偽装殺人である。梨花の母は「鬼ヶ淵沼に身を沈めた」とされているが、実際は入江診療所の地下で鷹野によって生きたまま麻酔なしの頭部切開が行われる（コミック版のみの描写。原作においては具体的な記述はない）。梨花も母の死の真相をある程度知っているようだが、梨花自身何度も世界を繰り返し惨劇を回避できなかったため、死という事実を受けいれている。だが、両親のことを決して嫌っているわけではない。両親の死が絶対的なものだと思い込み、何百年も拒絶してきた。また、両親に羽入の存在を語ったり、母親よりも料理をうまく作ってしまい気味悪がられていて不仲のように描かれているが、本当は普通の女の子として生活してほしいという願いだったようだ。ひぐらしのなく頃に礼では母のぬくもりと優しさ、そして家族のぬくもりを理解することができた。

### ゲームスタイル
部活でのゲームスタイルは、強い個性を持った他の4人に比べて余り目立たないものの、堅実に、そしてしたたかに漁夫の利を目指すタイプである。また、自分の可愛らしい振る舞いを生かして相手を骨抜きにすることもできる。

## 過去
この物語の真の主人公であり、自らを評して曰く「100年の魔女」。どの可能性においても昭和58年6月に殺害される運命にあり、そこから抜け出すために羽入と共に何度も「世界」を繰り返してきた。
また、雛見沢症候群の女王感染者と呼ばれる感染者で、死亡すると雛見沢症候群の患者が暴走するといわれている。沙都子と共に週に1回は入江診療所に診察に行っている。自分自身雛見沢症候群に感染していると認識している。雛見沢症候群の研究材料になっていることに対して、母親は鷹野とよく反発していた。
自分が死ぬのを防ぐことが目的であると同時に、部活メンバーと共に仲良く平穏に暮らすことも望んでいる。そのため何度も羽入と共に自分の「運命」に立ち向かってきた。部活メンバーが疑心暗鬼に取り付かれた時や、鉄平の帰還など、必死に悲劇の回避を試みる場面があるが、自分自身の非力さによって運命に確実に敗北してしまう。やがて、巻き戻せる運命が短くなるにつれ自分の終わりが近づいていると考え諦観していた。だが、圭一が罪滅し編で奇跡を起こしたり、おもちゃ屋で圭一の「運命は金魚網のように簡単に打ち破れる」という言葉から、再び「運命」に立ち向かうことを決意する。
「世界」を移行する際に、死ぬ直前の記憶を失うという制限がある。そのため直接事件の真犯人に殺害された場合でも、それが誰なのかという記憶を持ち越す事はできない。また自身の死後も「世界」が存続しているという認識に欠けており、死亡前に残した不容易な発言が、結果的にその後の混乱を引き起こす要因となった事もある。
祭囃し編で死の運命から逃れられたものの、彼女から超越者としての自覚は完全には抜けていなかった。彼女が「普通の少女」として歩み始めるプロセスは「賽殺し編」にて語られる。
沙都子たちと祭具殿の周辺でかくれんぼをした際に、御神体を沙都子が壊してしまったことでその責任を取らされ、沙都子がやったことは言わずに自身が鞭で打たれるお仕置きを受けたことがある。

## 賽殺し編
両親が共に健在なので、集会所の裏手の倉庫ではなく実家で生活している。周囲の発言から推測される性格は、他の人間に対して好き勝手やっていた「お姫様」タイプで、みんなから（少なくともその世界での沙都子には）嫌われていた。また、この世界ではオヤシロさまの生まれ変わりとして村人から尊敬されているのは梨花ではなく母親である。
この世界の雛見沢には羽入の来訪を拒むカケラ（羽入にすらその正体がわからない）があり、梨花は羽入の直接の補助なしですべて（そのカケラを探し適切に「処分」するということも含めて）を独力で判断し、選択し、実行しなければならないという点も皆殺し編・祭囃し編とは異なる特色となっている。ただし羽入との連絡は完全に途絶えたのではなく、きわめて制限された形では行われている。最終的に梨花は母親を「処分」し元の世界へ戻り自分を責めたが、実はすべて羽入が仕組んだ梨花へのいたずらだった。これを機に梨花は命の大切さを覚え、親の墓参りへ行くようになった。

## 実写映画
原作より年齢は上（中学生）で髪型はショートカット。独特の口癖もないごく普通の物静かで礼儀正しい性格である。

## 業/卒
惨劇を乗り越えたはずだったが再び昭和58年に戻ってしまい、羽入共々その理由がわからずにいた。鬼騙し編では家で沙都子とともに死亡、綿騙し編では学校の便所の便槽に捨てられ、祟騙し編では雛見沢症候群の末期症状を起こした大石にバットで殴り殺される。残り香の状態だという羽入から死んで次の世界に行っても死ぬ前の記憶を引き継げるようにしてもらい、祭具殿にある刀「鬼狩柳桜」で繰り返す者を絶ち切れることを教えられるが、その刀はなかった。そして、あと5回で抜け出せなければ諦めようとした。
それから、赤坂が登場、梨花は安堵するが今度は彼が雛見沢症候群の末期症状を発症、梨花の家に立てこもって心中してしまう。その後、喜一郎、茜、圭一に殺される世界や、沙都子に梨花を使った腸流しの凶行も起こされ、そのときに「雛見沢を出ることが罪」「オヤシロ様の巫女失格」だと言われてしまう。それらを経て、雛見沢に残ることを沙都子と約束、何事もなく生活していたが、理想的なサイコロの目だけが出ることを不気味に感じた。
一度、部活メンバーたちと鷹野の野望を阻止した後、しばらくして梨花は沙都子に一緒に聖ルチーア学園へ進学することを誘い、圭一やレナにも見てもらいながら日夜ともに勉強に励み、受験に合格した。
梨花は優秀で取り巻きもできていたが、沙都子とは距離ができていた。沙都子が繰り返し始めたときは進学を心配する彼女を「沙都子は自分が助ける」と言い、再び入学する。しかしまたもや距離ができ、学園2年生となったある日、沙都子と2人の現状について会話し、抱きしめられるが、発動したトラップによりシャンデリアが2人に落下、ともに昭和58年へと戻る。沙都子はルチーア進学を諦めさせようと勉強を妨害したり、雛見沢に残ろうと説得するも、梨花の意志は固かったのである。
鬼明し編では、過去の記憶を利用し圭一にアドバイスすることでレナとの惨劇を回避しようとするが、既にレナが雛見沢症候群の末期症状となっていたために圭一に襲いかかり、返り討ちに遭い死亡。圭一も意識不明の重体となってしまい、やり直すために自ら命を絶つ。
綿明し編では、圭一に綿流しの日に祭具伝に忍び込んだことを問いただしている姿を、雛見沢症候群が発症し「雛見沢御三家はオヤシロ様の祟りとして圭一を殺そうとしている」と思い込んでいた魅音に見られたことにより、絞殺され分校の便槽に落とされる。
祟明し編では、雛見沢から出ていってはいけないことを沙都子に諭されながらも、雛見沢で惨劇の起こらない未来を夢見て努力するが、理想の未来を得たと思っていた中で沙都子により雛見沢症候群が発症し「オヤシロ様の祟りの首謀者は古手家である」と騙された大石により殺されそうになり、それを止めようとした村人や詩音と魅音が撃ち殺され絶望する中、大石に撲殺される。

## その他
- 『うみねこのなく頃に』の登場人物「ベルンカステル」と「古戸ヱリカ」に共通する部分が多い。
- 『うみねこのなく頃に』の登場人物「ベルンカステル」は古手梨花の「100年の魔女」の人格である。（作者談）
- 「100年の魔女」としての梨花の人格や「賽殺し編」の内容から勘案するとTips「歯車と火事と蜜の味」「箱選びゲーム」は梨花によって語られたものである。
- OVA『ひぐらしのなく頃に煌』第2巻「妖戦し編〜努〜」ではパラレルワールドで、魔法少女オヤシロリカに変身している。第4巻「夢現し編〜楽〜」では約100年前の子供のころの梨花がタイムスリップで現在の世界に迷い込み現在の羽入や梨花たちと出会っている。
- 初回限定版『XXXHOLiC』13巻 オリジナルドラマCDにてゲストとして登場し、壱原侑子の知り合いで、図書館で四月一日君尋と会っている姿が確認されている（竜騎士07がドラマの脚本を手がけている）。また、侑子との会話の内容から、少なくとも祭囃し編の後であることが確認できる。